# Liste der Einträge im National Register of Historic Places im Lyon County (Minnesota)

Lage des Lyon County in Minnesota

Die Liste der Einträge im National Register of Historic Places im Lyon County in Minnesota führt alle Bauwerke und historischen Stätten im Lyon County auf, die in das National Register of Historic Places aufgenommen wurden.

## Legende
| NRHP | Historic Place    |
| HD   | Historic District |

## Aktuelle Einträge
| [ 2 ] | Name                                                     | Bild                                                     | Eintragsdatum        | Lage                                                                    | Ort        | Beschreibung                                                                                 |
| ----- | -------------------------------------------------------- | -------------------------------------------------------- | -------------------- | ----------------------------------------------------------------------- | ---------- | -------------------------------------------------------------------------------------------- |
| 1     | J. S. Anderson House                                     | J. S. Anderson House                                     | 1982 ID-Nr. 82002984 | 402 East 2nd Street 44° 33′ 32,9″ N, 95° 58′ 58,3″ W                    | Minneota   | 1896 im Queen Anne-Stil errichtetes achteckiges Gebäude                                      |
| 2     | O. G. Anderson & Co. Store                               | O. G. Anderson & Co. Store                               | 1982 ID-Nr. 82002985 | Jefferson Street 44° 33′ 40,1″ N, 95° 59′ 13,8″ W                       | Minneota   | 1901 im Queen Anne-Stil errichtetes Geschäftsgebäude                                         |
| 3     | Bridge No. 5083-Marshall                                 | Bridge No. 5083-Marshall                                 | 1998 ID-Nr. 98000682 | Brücke der MN 19 über den Redwood River 44° 26′ 57,5″ N, 95° 47′ 7,8″ W | Marshall   | 1931 errichtete Brücke                                                                       |
| 4     | Bridge No. 5151-Marshall                                 | Bridge No. 5151-Marshall                                 | 1998 ID-Nr. 98000683 | Brücke der MN 1 über den Redwood River 44° 26′ 35,1″ N, 95° 47′ 59,3″ W | Marshall   | 1931 errichtete Brücke                                                                       |
| 5     | Camden State Park CCC/WPA/Rustic Style Historic District | Camden State Park CCC/WPA/Rustic Style Historic District | 1991 ID-Nr. 89001669 | Abseits der MN 23 44° 22′ 4″ N, 95° 55′ 29″ W                           | Lynd       | 13 in der Mitte der 1930er Jahre vom Civilian Conservation Corps                             |
| 6     | First National Bank                                      | First National Bank                                      | 1982 ID-Nr. 82002987 | 101 3rd Street 44° 13′ 56,4″ N, 95° 37′ 13,2″ W                         | Tracy      | 1897 im neoromanischen Stil errichtetes Bankgebäude                                          |
| 7     | William F. Gieske House                                  | William F. Gieske House                                  | 1982 ID-Nr. 82002982 | 601 West Lyon Street 44° 27′ 4″ N, 95° 47′ 35,6″ W                      | Marshall   | 1905 errichtetes Gebäude                                                                     |
| 8     | Kiel & Morgan Hotel/Lyon County Courthouse               | Kiel & Morgan Hotel/Lyon County Courthouse               | 1982 ID-Nr. 82002981 | Abseits des County Highway 5 44° 23′ 36,1″ N, 95° 53′ 30,6″ W           | Lynd       | 1871 frame errichtetes Hotel, das als das erste Justiz- und Verwaltungsgebäude genutzt wurde |
| 9     | Masonic Temple Delta Lodge No. 119                       | Masonic Temple Delta Lodge No. 119                       | 1982 ID-Nr. 82002983 | 325 West Main Street 44° 26′ 52,3″ N, 95° 47′ 25,8″ W                   | Marshall   | 1917 errichteter Freimaurertempel                                                            |
| 10    | Martin Norseth House                                     | Martin Norseth House                                     | 1982 ID-Nr. 82002980 | 86 East Main Street 44° 36′ 32,8″ N, 95° 40′ 14,2″ W                    | Cottonwood | 1898 errichtetes Holzhaus eines der Stadtgründer                                             |
| 11    | St. Paul's Evangelical Lutheran Church & Parsonage       | St. Paul's Evangelical Lutheran Church & Parsonage       | 1982 ID-Nr. 82002986 | 412-414 East Lyon Street 44° 33′ 30,2″ N, 95° 58′ 56,7″ W               | Minneota   | 1891 errichtete Kirche isländischer Einwanderer                                              |